# Mustapha Derkaoui
 (juin 2016).
Mostafa Derkaoui (ou Mustapha Derkaoui, comme il est écrit ci-dessus) est un réalisateur marocain, né en 1944 à Oujda au Maroc.
Il est le frère du réalisateur et chef opérateur Abdelkrim Derkaoui et le père du chef opérateur Kamal Derkaoui[source insuffisante].
Considéré comme l’un des réalisateurs marocains les plus importants, son cinéma s’inscrit dans la modernité avec ce questionnement permanent de la nature même du langage cinématographique, nourri de références au théâtre, à la littérature, à la philosophie et à la musique.

## Biographie
En 1962, il obtient un baccalauréat en philosophie après avoir suivi, en parallèle à ses études secondaires, des cours au conservatoire d’art dramatique à Casablanca.
Après une année d'étude à l’IDHEC et la réalisation de son premier court métrage en 1964 à Casablanca (Les quatre murs), il part en Pologne en 1965 avec son frère Abdelkrim Derkaoui et intègre l’école de cinéma de Łódź, où il demeure jusqu’à l’obtention de son diplôme dans la section « Réalisation » en 1972. Au sein de cette école, il réalise quatre courts métrages.
En 1974, il fonde avec son frère la société de production Basma Production, qui est à l’origine de la production de nombreux courts et longs métrages. Au début de la même année, il entame le tournage de son premier long métrage De quelques événements sans signification. À sa sortie, le film a été interdit par le Maroc de projection au Maroc et à l'étranger. Il a été vu une fois en public au premier festival de Paris présidé par Henry Chapier en 1975 et clandestinement au festival de Khouribga devant l'équipe des cahiers du cinéma en 1977. Malgré la levée de l'interdiction 27 ans après le film n'a pas été diffusé en salle ou à la télévision. L'Observatoire (art et recherche, à Casablanca) a initié en 2016 un projet de restauration du film avec la Filmoteca de Catalunya et les frères Derkaoui, qui sera accompagné d'une publication et d'une exposition. Le film restauré par la Filmoteca de Catalunya est sélectionné à la 69ème édition de la Berlinale (Forum - Archival constellations) en 2019.
Mostafa Derkaoui participe au film collectif Les Cendres du clos, Ramâd al-zariba en 1979 et contribue, par la réalisation d'un épisode, au film collectif arabe La Guerre du Golfe...et après ? / Harbu al-khalîj wa ba'du ? (1992). Il devient l'un des réalisateurs les plus prolifiques du cinéma marocain des années 80 et 90.
En 2007, le Festival International de Marrakech lui a rendu hommage lors de sa septième édition.
Un film sur lui, Librement, Mostafa Derkaoui,, a été réalisé par Sophie Delvallée en 2023,,.

## Filmographie[19]
- 1964 : Les quatre murs (court métrage)
- 1968 : Amghar (court métrage)
- 1968 : Adoption (court métrage)
- 1969 : Les Gens du caveau (court métrage)
- 1970 :Un Jour quelque part (court métrage)
- 1974 : De quelques événements sans signification
- 1976 : Les Cendres du clos de Lâarbi Belakaf, Saâd Chraïbi, Mohamed Abdelkrim Derkaoui, Mostafa Derkaoui, Nour Eddine Gounajjar, Abdelkader Lagtaâ, Mohamed Reggab
- 1982 : Les Beaux jours de Shehérazade
- 1984 : Titre provisoire
- 1992 : Le Silence dans La Guerre du Golfe... et après ? Borhane Alaouié, Nejia Ben Mabrouk, Nouri Bouzid, Mostafa Derkaoui, Elia Suleiman
- 1992 : Fiction première
- 1993 : Le Doux murmure du vent après l'orage
- 1994 : Les Sept portes de la nuit
- 1994 : Je (u) au passé
- 1995 : La Grande Allégorie
- 2001 : Les Amours de Haj Mokhtar Soldi
- 2003 : Casablanca by Night
- 2004 : Casa Day Light

## Décorations
- Le 22 août 2016, il est décoré officier de l'ordre du Ouissam Al Moukafaa Al Wataniya par le roi Mohammed VI[20].